# Alcaraz (Espanha)

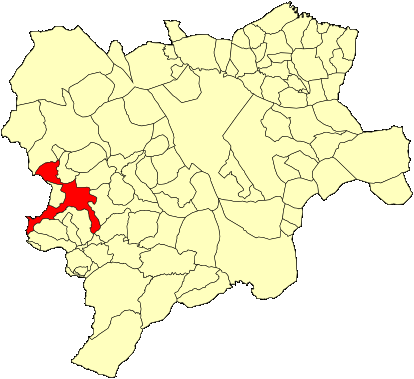
Localização de Alcaraz

Alcaraz é um município da Espanha na província de Albacete, comunidade autónoma de Castilla-La Mancha, de área 370,20 km² com população de 1735 habitantes (2004) e densidade populacional de 4,69 hab/km².

## Demografia
| Variação demográfica do município entre 1991 e 2004 | Variação demográfica do município entre 1991 e 2004 | Variação demográfica do município entre 1991 e 2004 | Variação demográfica do município entre 1991 e 2004 |
| --------------------------------------------------- | --------------------------------------------------- | --------------------------------------------------- | --------------------------------------------------- |
| 1991                                                | 1996                                                | 2001                                                | 2004                                                |
| 1963                                                | 1799                                                | 1713                                                | 1735                                                |

## Património, monumentos e lugares de interesse
Situado próximo da Serra de Alcaraz, nas cordilheiras Béticas, o município conta com uma Plaza Mayor de estilo renascentista declarada Conjunto Histórico-Artístico. Nesta destacam-se vários edifícios:
- Igreja da Santíssima Trindade e Santa Maria, com reminiscências góticas;
- Torre del Tardón;
- Lonja de la Regatería;
- Câmara Municipal.

Como anedota, há a destacar que no cemitério municipal de Alcaraz (Albacete) repousam os restos de Francisco Ríos González, 'El Pernales', considerado o último bandoleiro andaluz.

## Folclore, costumes e eventos
- Festas: 4 a 9 de Setembro.
- Romaria de Nossa Senhora de Cortes

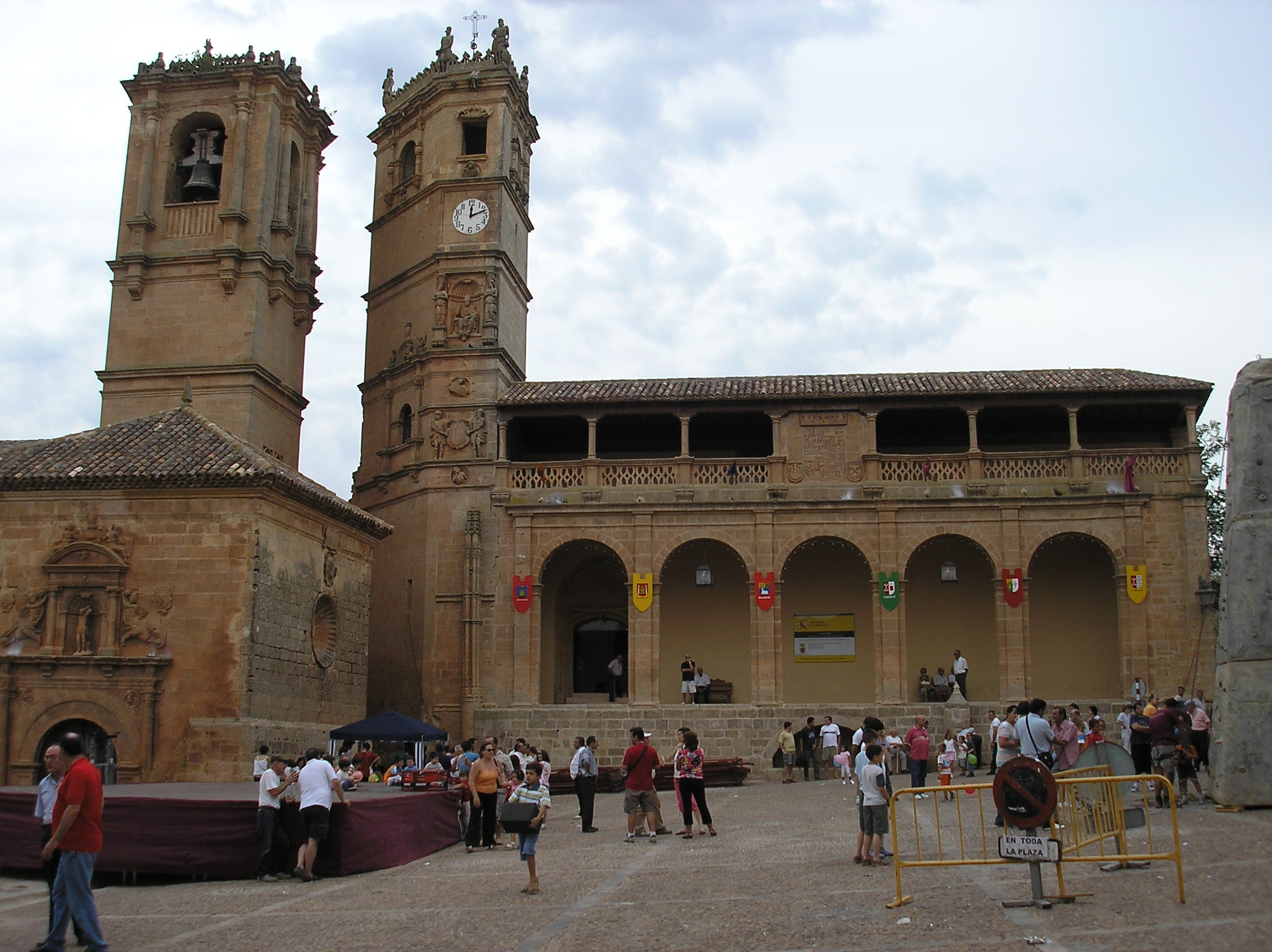
Praça Maior de Alcaraz